# Èxit sorpresa
Un èxit sorpresa o èxit revelació és un terme utilitzat en la indústria de l'entreteniment per a una pel·lícula d'èxit durant un llarg període, malgrat el fet de tenir relativament poca promoció o no tenir una llançament reeixit. També es fa servir en un sentit similar per a llançaments de música.

## Cinema
Alguns èxits sorpresa en la indústria del cinema es comercialitzen estratègicament per al públic de manera subtil, com per exemple amb preestrenes un parell de setmanes abans del seu llançament, sense que se sentin obligats a veure una pel·lícula fortament promoguda. Aquesta forma alternativa d'estratègia de màrqueting s'ha utilitzat en èxits sorpresa com Alguna cosa per recordar (1993), Forrest Gump (1994), La boda del meu millor amic (1997), There's Something About Mary (1998) i The Sixth Sense (1999).
Aquestes pel·lícules es projecten en una zona propícia per al públic objectiu de la pel·lícula. En el cas d'Alguna cosa per recordar, una comèdia romàntica, es va projectar en els centres comercials suburbans, on les parelles de 20 a 30 anys passaven els dissabtes a la tarda abans de veure una nova pel·lícula. En teoria, una projecció reeixida duu al màrqueting del boca-orella, ja que obliga els espectadors a parlar sobre una pel·lícula interessant de baix perfil amb companys de feina quan tornen a treballar després del cap de setmana.
Easy Rider (1969), que es va crear amb un pressupost de menys de 400.000 dòlars, va esdevenir un èxit revelació en guanyar 50 milions de dòlars. La pel·lícula va obtenir l'atenció d'un públic jove amb la seva combinació de drogues, violència, motocicletes, la postura contracultural i la música rock.
La pel·lícula australiana de 1979 Mad Max, que va sorgir a partir del moviment Ozploitationi que va ajudar a popularitzar el gènere de la distopia postapocalíptica, va aconseguir el rècord de major ràtio de cost-benefici durant diversos anys fins que va ser superada per El projecte de la bruixa de Blair el 1999.
La pel·lícula independent Halloween, que va estar a les sales entre la tardor de 1978 i la tardor 1979 i que va basar gairebé per complet la seva comercialització en el boca-orella, també va ser un èxit revelació, amb uns ingressos de més de 55 milions de dòlars per un pressupost de només 325.000 dòlars. El seu èxit va fer que altres pel·lícules slashertambé ho intentessin, però a poques els va anar tan bé perquè les pel·lícules de terror en gran manera depenen de l'obertura de taquilla del cap de setmana i es descarten ràpidament a les sales. Altres exemples notables de d'èxits sorpresa de terror que van seguir l'exemple de Halloween van ser A Nightmare on Elm Street el 1984, Scream el 1996, El projecte de la bruixa de Blair el 1999, Saw el 2004 i Paranormal Activity el 2007.

## Música
La cançó de 1980 de The Romantics "What I Like About You" va ser un èxit sorpresa. El seu llançament va ser menor i va arribar al número 49 en la classificació Hot 100 de la revista Billboardals Estats Units, mentre que al Regne Unit no va destacar. Al final va esdevenir una de les cançons més populars de la dècada de 1980.
El 2008 Raphael Saadiq va llançar el seu àlbum inspirat en el soul clàssic The Way I See, que va esdevenir un èxit revelació. Ignorat durant el seu llançament, va acabar estant durant 41 setmanes a la llista 200 de Billboard als EUA.
Les cançons "Poker Face" i "Just Dance" de Lady Gaga es van publicar les dues el 2008, però no es van fer populars fins al 2009.
El novembre de 2010 el cantant Miguel va llançar el seu àlbum de debut All I Want Is You. Va tenir uns inicis pobres i va ser infrapromocionat per la seva discogràfica. Va debutar en el número 109 en la llista 200 de Billboard i va vendre 11.000 còpies. No obstant això, va esdevenir un èxit revelació; les seves cançons van sonar a les ràdios, Miguel va fer una gira de promoció i finalment va vendre 404.000 còpies.
El juny de 2015 Lil Durk va llançar el seu àlbum debut, Remember My Name. Va arribar al número 12 de la llista 200 de Billboard amb la primera setmana de vendes i reproduccions més baixes de la seva carrera: 24.000 còpies. Durk va culpar accidentalment la seva discogràfica per vendes limitades. Tanmateix, amb la cançó "Like Me", va augmentar la seva cobertura a la ràdio i reproduccions. En concret, va rebre més de 20 + milions de visites en un mes i va arribar al número 43 de la Hot R&B/Hip-Hop Songs de Billboard.